# P.O.V. (genere pornografico)

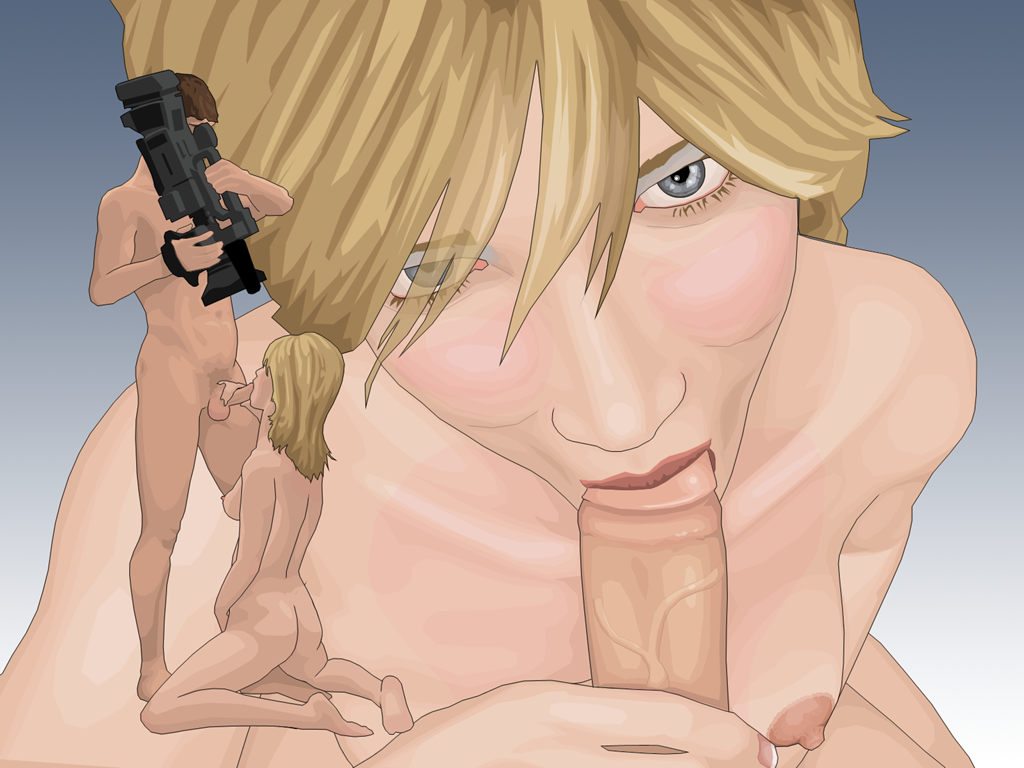
Realizzazione di una scena P.O.V.: Uno degli attori (a sinistra) riprende l'atto sessuale, che appare così in primo piano, filmato da un punto di vista interno alla recitazione.

Il P.O.V. (acronimo di Point of View, Punto di Vista) è una tecnica di ripresa cinematografica, molto utilizzata nei film per adulti, che consiste nell'effettuare inquadrature e riprese dal punto di vista del protagonista da parte di operatori posizionati dietro o sopra la sua testa. Tale tecnica è diventata essa stessa sinonimo del genere pornografico che la adopera, realizzato senza trama, e spesso in presa diretta.
Si girano in P.O.V. soprattutto i film di genere gonzo, nei quali le riprese sono effettuate dall'attore stesso.
Il volto dell'attore non viene inquadrato, se non nelle fasi preliminari della scena, come ad esempio durante le interviste iniziali, tipiche di tal genere.
Il genere più adatto a questo tipo di riprese è l'oral, soprattutto nel sottogenere swallow, tanto che da molti POV ne viene quasi considerato un sinonimo. Esistono in realtà anche serie POV anal (come Anal POV di Jules Jordan Video) e straight ma qui l'acronimo POV si rifà agli anni '90 quando nacque come Prostitutes On Video, una serie gonzo in cui il protagonista maschile riprendeva con una piccola handycam attrici sconosciute e non professioniste, presentate come «prostitute».
Il film che dette origine e nome al genere, come viene inteso oggi, è POV del 2000, prodotto da Dane Productions, primo di una serie di quattro. Seguirono le serie Perverted POV, Peter North's POV, POV Casting Couch, POV Pervert, Jack's POV, POV Fantasy.